# Большекрылые

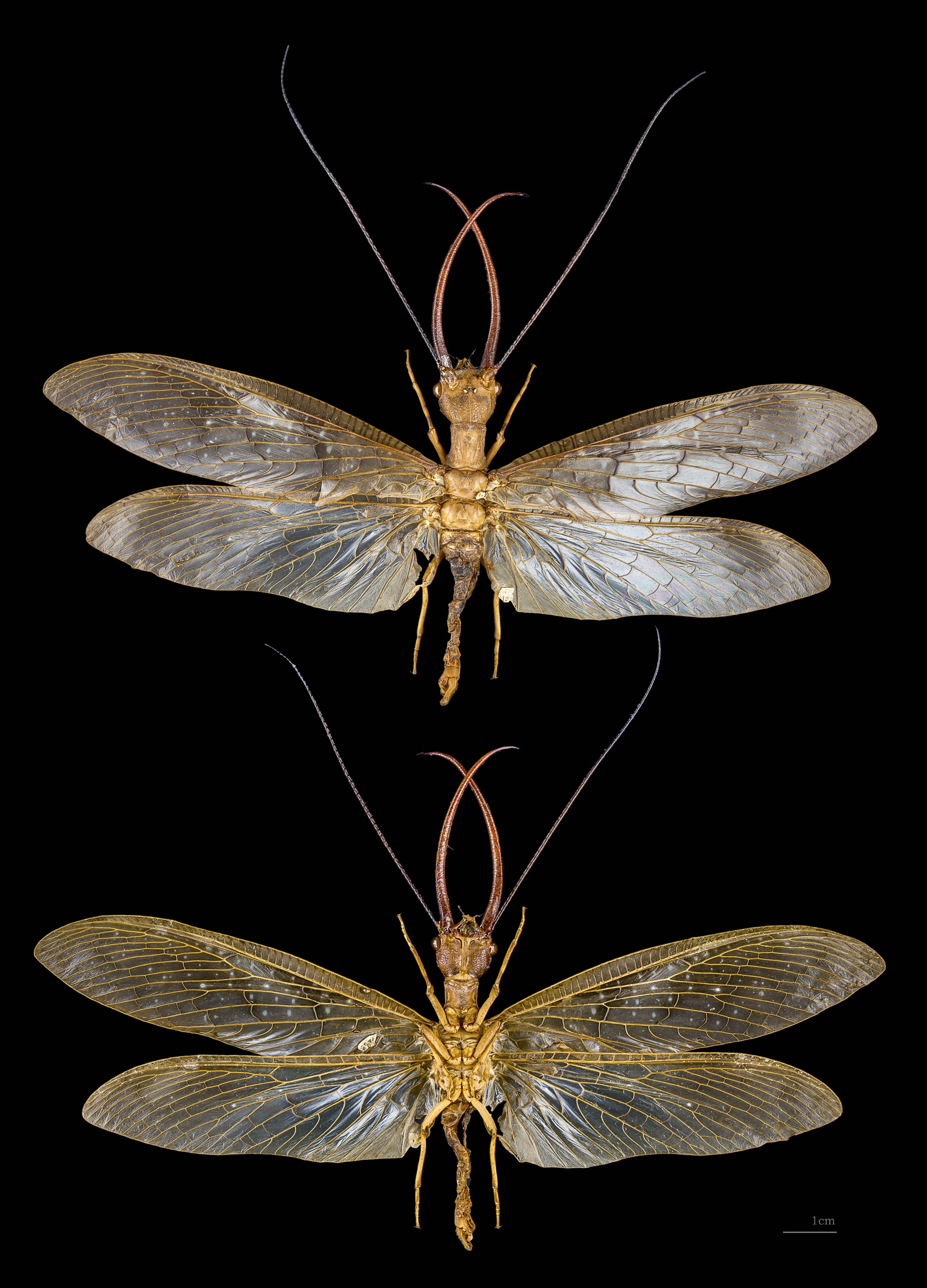
Corydalus cornutus

Большекры́лые, или вислокры́лые, или вислокрылки(лат. Megaloptera) — отряд новокрылых насекомых с полным превращением. Древнейшие представители отряда, относящиеся к вымершему семейству Parasialidae, известны из отложений пермского периода.

## Внешний вид
Как правило, длина взрослых особей представителей этого отряда составляет 23—35 мм, но некоторые виды характеризуют большие размеры. Acanthocorydalus kolbei (самый крупный вид) достигает длины 70 мм и размаха крыльев до 160 мм).
Крылья у Megaloptera, как следует из названия, большие и обычно окрашены в коричневый цвет. Как и у некоторых других новокрылых насекомых, они складываются кровлеобразно («домиком»).
Голова прогнатическая (элементы ротового аппарата направлены вперёд).

## Образ жизни, размножение и развитие
Имаго обитают в прибрежной растительности водоёмов, в которых они развивались, будучи личинками, и едят очень мало. Половые партнёры находят друг друга с помощью феромонов и вибрации. Самка откладывает около 2000 яиц на выдающиеся из воды растения, к примеру камыши.
Личинки развиваются в водоёмах. Они обладают достаточно характерным обликом, который им придают крупные размеры и перистые трахейные жабры на 7—8 сегментах брюшка. Они ведут хищный образ жизни, охотясь на других водных обитателей, в частности других личинок насекомых и кольчатых червей. Развитие длится около двух лет и состоит из 10 стадий. Перед превращением в куколку личинки большекрылых выбираются на сушу и укрываются в небольших норках вблизи водоёма.

## Генетика
Число хромосом у большекрылых слабо варьирует: диплоидные числа колеблются от 9 до 11. Четыре вида были исследованы цитогенетически, и все они имеют кариотип половых хромосом XY.

## Разнообразие
Включает 397 ныне существующих видов и подвидов, относящихся к 35 родам, а также 34 вымерших вида. В Европе встречаются только шесть видов, в России — 16 видов, 3 рода.

## Систематика
Ныне живущие представители отряда подразделяются на два семейства:
- Коридалиды (Corydalidae)[7] 190 видов; в России — 1 вид — коридал Мартыновой (Protohermes martynovae Vshivkova, 1995).
- Вислокрылки (Sialidae), примерно 60 видов; в России — 2 рода, 5 видов.

Филогенетически близкие к большекрылым группы — сетчатокрылые (Neuroptera) и верблюдки (Raphidioptera).